# Semići
Semići är en ort i Bosnien och Hercegovina.   Den ligger i entiteten Federationen Bosnien och Hercegovina, i den centrala delen av landet, 70 km norr om huvudstaden Sarajevo. Semići ligger 301 meter över havet och antalet invånare är 164.
Terrängen runt Semići är kuperad åt sydväst, men åt nordost är den platt. Närmaste större samhälle är Živinice, 19,5 km öster om Semići. 
I omgivningarna runt Semići växer i huvudsak blandskog. Runt Semići är det ganska tätbefolkat, med 93 invånare per kvadratkilometer.